# Dominique Baeyens
Dominique Baeyens (ur. 21 lutego 1956 w Berchem-Sainte-Agathe) – belgijski siatkarz i trener. Gdy by siatkarzem grał na pozycji przyjmującego.
Grał w Kruikenburg Ternat (1x puchar Belgii), Knack Roeselare i Cera Ternat, gdzie zadebiutował jako trener. Jego dalsza kariera trenerska przebiegała przez VC Zellik (3x mistrzostwo kraju), Knacka Roeselare (6x mistrzostwo kraju i 4x puchar). W 2012 otrzymał posadę selekcjonera reprezentacji Belgii. Prowadził ją m.in. na mistrzostwach świata 2014 w Polsce. W 2017 r. zastąpił go Vital Heynen. Dominique Baeyens był wybierany ośmiokrotnie trenerem roku w Belgii w siatkówce.

## Jako siatkarz

### Sukcesy klubowe
Liga belgijska:
- 1980

Puchar Belgii:
- 1982

## Jako trener

### Sukcesy klubowe
Liga belgijska:
- 1992, 1993, 1994, 2000, 2005, 2006, 2007[6], 2010
- 1998, 1999, 2001, 2002, 2003, 2004, 2008, 2009
- 2011

Puchar Europy Mistrzów Klubowych:
- 1994

Puchar CEV:
- 1998, 1999

Puchar Belgii:
- 2000, 2005, 2006, 2011[7]

Superpuchar Belgii:
- 2000, 2004, 2005, 2007, 2010

Puchar Top Teams:
- 2002

### Sukcesy reprezentacyjne
Liga Europejska:
- 2013[8]